# Šarena džamija u Travniku
Šarena džamija (znana kao Sulejmanija), središnja je džamija Travničkog muftiluka.

## Povijest
Godine 1757. u Travniku vezir Ćamil Ahmed-aga podiže džamiju na Donjoj Čaršiji, koju stanovnici mahom prozvaše Ćamilija. Ćamilija je izgorjela u požaru 1815. godine, a na njenom mjestu je novu džamiju podigao bosanski vezir Sulejman-paša Skopljak. 
Šarena džamija u osnovi predstavlja nešto izdužen četverougao s produžetkom, uz munaru - pridodat trijem u zadnjem lijevom uglu. Sastoji se iz tri etaže. U prizemlju je ispod čitave džamije kameni bezistan u kojem je ranije bilo 10 dućana, koji su danas uklonjeni. Bezistan je podijeljen s dva reda (po 6 stupova sa svake strane) masivnih drvenih stupova na dvije treveje koje su nekada bile podijeljene na dućane i središnji kaldrmisan prolaz, unutrašnju ulicu. Danas je bezistan jedinstven prodajni prostor. Džamija u prizemlju ima dimenzije s vanjske strane 21,88 x 16 m. Bezistan u unutrašnjosti ima dimenzije 12,30 x 8,20 m. Šarena džamija predstavlja jedinstven primjer u osmanskoj arhitekturi gdje se ista građevina koristi u sakralne i svjetovne svrhe. Minaret se nalazi na lijevoj umjesto na desnoj strani džamije kako je, inače pravilo islamskih bogomolja. Takav potez, može se opravdati vlažnim i nestabilnim tlom za gradnju na zapadnoj, odnosno desnoj strani. Pretpostavlja se da je munara starija od džamije i da potječe od prethodne Ćamilije.
Obnovom iz 1816. godine, džamija je dobila današnji izgled, odnosno tom obnovom džamija je dobila zidne dekoraciju na fasadama i unutar objekta. Naročito se ističu lijepo slikane ornamentalne partije nad mihrabom i lučnim poljima nad prozorima. Na galeriji iznad prozora u kaligrafski izvedenom arapskom pismu ispisana su imena najbližih ashaba Muhameda. Živopisno je ukrašena kasetirana tavanica i drveni stubovi koji nose galeriju i stropnu konstrukciju. Upravo po toj dekoraciji džamija je dobila naziv Šarena. Dekoracija je izvedena na finom malteru s mnogo kreča i organske materije (pozder i pilotina). Osnovni crtež majstor je urezivao oštrim predmetom u malter, koji vjerojatno nije bio sasvim suh. Potom je izvodio dekoraciju u nedosljednoj freskotehnici, jer je pored toga što je malter već bio prosušen, kao vezivo upotrebljavana jajčana tempera. Pigment se zbog toga nije solidno vezao za podlogu, te je tokom vremena ornamentika izložena atmosferilijama pretrpjela takva oštećenja i izmjene da je već u austrougarskom periodu bila prekrivena krečnim premazom. Međutim, prema nekim znanstvenicima koji su pisali o Šarenoj džamiji, dekoracija u doba austrougarskog razdoblja nije bila oštećena. Kao dokaz tome navodi se fotografija iz 1906. godine kada je Travnik dobio električnu energiju. Na slici se vidi drveni stup električne mreže, a u pozadini džamija s dekoracijom u dobrom stanju. Međutim, u austrougarskom razdoblju, dekoracija na fasadama i u unutrašnjosti je prekrečena, a potom je oslikana nanovo šablonskom ornamentikom. Kao vezivo ove dekoracije upotrebljavano je mlijeko, ali je i ona zbog slabe konzistencije vremenom iščezla. Vremenom je opći izgled bio toliko izmijenjen da su se boje i oblici jedva raspoznavali. Mjestimično su se nazirali prvi slikani slojevi.
1950-tih godina Zavod za zaštitu spomenika kulture Bosne i Hercegovine udovoljio je zahtjevu Vakufska direkcija i dopustio je krečenje fasade, s tim da se najstarija ornamentika ne smije uništiti obijanjem. Smatralo se da je na taj način dekoracija zaštićena, jer ju je sloj kreča trebao konzervirati i izolirati od atmosferilija. Dekoracija na fasadama i u unutrašnjosti džamije je ponovno otkrivena 1992. godine.
Sulejmaniju je neobjašnjivo zaobišao katastrofalni požar 1903. godine. Zgrada je pretrpjela i nekoliko oštećenja u Drugom svjetskom ratu, ali je vjerojatno najbolnije to da je poslije Drugog svjetskog rata zbog neodržavanja oronula, da bi tek osamdesetih godina prošlog stoljeća bila izvršena restauracija, koja joj je povratila negdašnji izgled s nezaobilaznim biljnim ornamentima.

## Vanjske poveznice
- Šarena (Sulejmanija) džamija  Arhivirana inačica izvorne stranice od 28. studenoga 2020. (Wayback Machine)